# 郝懿行
郝懿行（1757年—1825年），字恂九，號蘭皋。山東省登州府棲霞縣人。清朝學者。

## 生平
生於清高宗乾隆二十二年（1757年），幼時不敏，十九岁入縣學读书，山东学使赵鹿泉誉为“栖霞四杰”之一。乾隆五十一年（1786年），入國子監，嘉慶四年（1799年）成進士，授戶部主事。朴訥少言，“得來俸錢，輒以買書”，“展篇執筆，恆自深夜過四更”。书屋叫“丸啸斋”，其妻王照圓（字婉佺，山東福山人）亦渉經史，時有“高郵王父子（王念孫、王引之），棲霞郝夫婦”之譽。懿行卒於宣宗道光五年（1825年），“死後無錢舉葬，夫人欲歸原籍不能，羈留京邸，不知所依。”著作收錄於《郝氏遺書》，其中以《爾雅義疏》一書，最費心力。

## 延伸阅读
[在维基数据编辑]
 《清史稿·卷482》，出自趙爾巽《清史稿》
 在维基共享资源阅览影像